# Agnes Clementsson
Agnes Maria Clementsson, född Lundvall 14 oktober 1868 i Nikolai församling i Stockholm, död 14 februari 1952 i Matteus församling i Stockholm, var en svensk skådespelare.
Hon var från 1896 gift med försäkringsinspektören, tidigare skådespelaren, Nils Olof Clementsson (död 1910).
Agnes Clementsson var syster till skådespelaren Olga Adamsen. De är begravda på Norra begravningsplatsen utanför Stockholm.

## Filmografi
- 1922 – Luffar-Petter
- 1926 – Flickan i frack
- 1927 – Hin och smålänningen
- 1932 – Muntra musikanter
- 1932 – Landskamp
- 1935 – Äktenskapsleken
- 1937 – Skicka hem nr. 7
- 1938 – Storm över skären
- 1938 – Vi som går scenvägen
- 1942 – Tre skojiga skojare
- 1943 – Anna Lans

### Fotnoter
1. ↑  Svenska Dagbladet, 6 juni 1896, sid. 3
2. ↑  Svenska Dagbladet, 14 november 1910, sid. 8
3. ↑  ”Agnes Clementsson”. Svensk Filmdatabas. http://www.sfi.se/sv/svensk-filmdatabas/Item/?type=PERSON&itemid=58404&ref=%2ftemplates%2fSwedishFilmSearchResult.aspx%3fid%3d1225%26epslanguage%3dsv%26searchword%3dAgnes+Clementsson%26type%3dPerson%26match%3dBegin%26page%3d1%26prom%3dFalse. Läst 20 februari 2013.
4. ↑  SvenskaGravar